# Гном Monosoupape
Гном Monosoupape (также известны как Гном Моносупап) — серия французских одноклапанных (фр. monosoupape) 7-ми и 9-цилиндровых авиационных поршневых ротативных двигателей воздушного охлаждения. Разработаны в 1913-1916 годах компанией Гном, серийный выпуск был начат в 1914 году.

## Описание

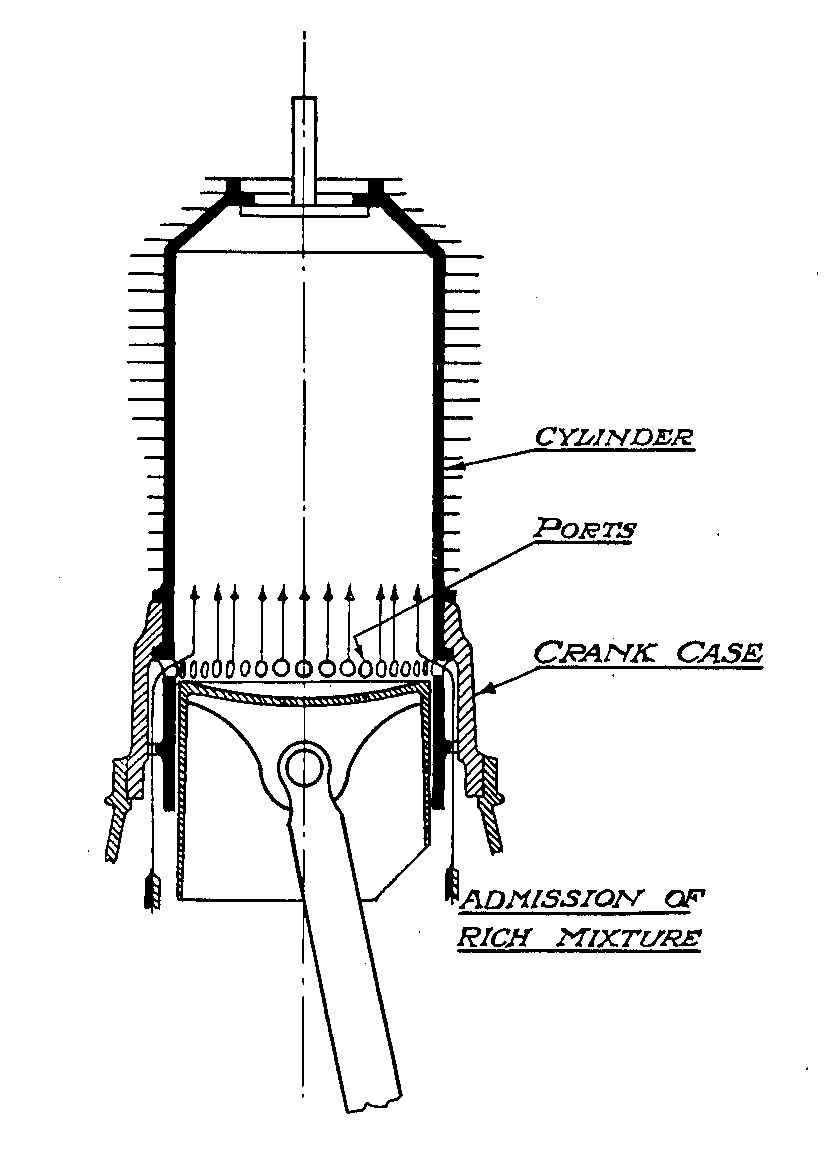
Схема продувки Monosoupape

Газораспределительный механизм двигателей Гном, начиная с самого первого Гном Omega, имел впускные клапаны, встроенные в днище каждого поршня. Для необходимой периодической регулировки этих клапанов, работающих при высокой температуре и давлении, на практике требовалась разборка двигателя. Также существовала опасность разрушения шатуна при заклинивании клапана, с выходом поршня из цилиндра — в случае заднего расположения двигателя с толкающим винтом это означало неминуемое разрушение хвостовой части и хвостового оперения самолёта с последующей гибелью лётчика. В связи с этим в 1913 году компанией Гном был разработан и предложен новый механизм газораспределения, в котором роль впускного клапана, как это происходит в двухтактных двигателях при фонтанной продувке цилиндров, выполнял сам поршень. В этих двигателях всё происходило следующим образом: при движении поршня вниз от верхней мёртвой точки, задолго до нижней, открывался выпускной клапан и в цилиндре создавалось разрежение. Здесь отличий от Гном Omega, и подобных ему двигателей Гном, не было. При дальнейшем движении поршня вниз уже не клапан, а сам поршень открывал 36 отверстий в стенке основания цилиндра, ведущей к картеру, откуда в цилиндр двигателя поступали топливо-воздушная смесь с маслом, и происходила его продувка. Такая схема, за счёт отказа от работающего в тяжёлых условиях клапана в днище поршня, серьёзно повысила надёжность работы двигателя и, за счёт сведения его настроек только к регулировке легкодоступного клапана выпуска, значительно снизила трудоёмкость его обслуживания.
Прототип двигателя мощностью 100 л. с. впервые был представлен на Парижском авиасалоне в декабре 1913 года. Однако очень долгое время не удавалось добиться его длительной надёжной и устойчивой работы. В связи с этим сертификация первого, 7-ми цилиндрового двигателя 7A, который заранее уже начали выпускать серийно, для получения разрешения на его использование в 1912 и 1913 годах, закончилась неудачей. Двигатель Гном Monosoupape 7A мощностью 80 л. с. с рабочим объёмом 10 л был одобрен для использования армией только в январе 1915 года. Одобрение на производство 9-ти цилиндрового Гном Monosoupape 9B мощностью 100 л. с. с рабочим объёмом 12,8 л. было получено в 1916 году. Самый мощный двигатель в серии, 9-ти цилиндровый Гном Monosoupape 9N с увеличенным до 15,8 л рабочим объёмом и мощностью до 160 л. с. одобрение армии получил в 1917 году.

## Гном Monosoupape 7A
- Число цилиндров: 7
- Рабочий объём: 10 л
- Диаметр цилиндра: 110 мм
- Ход поршня: 150 мм
- Мощность: 80 л. с.

С 1915 года было построено более 900 экземпляров для Франции и Великобритании. Применялся на самолётах:

| - Avro 504 | - Avro 511 | - Bristol-Coanda G.B.75 | - Sopwith Pup |

## Гном Monosoupape 9B
- Число цилиндров: 9
- Рабочий объём: 12,8 л
- Диаметр цилиндра: 110 мм
- Ход поршня: 150 мм
- Мощность: 100 л. с. (в конце войны 115 л. с. при 1300 об/мин)

С 1916 по 1920 год было построено более 3000 экземпляров, из них — более 2000 в Великобритании. Двигатель также производился по лицензии в Германии (Oberursel Motoren), Италии (Societa Italiana Motori Turini) и в России (Московский завод Гном-Рон). Применялся на самолётах:

| - Avro 504 - Airco DH.2 - Airco DH.5 - Blackburn Scout - Blackburn Twin Blackburn - Blackburn Triplane - Bristol-Coanda T.B.8 | - Bristol Scout - FBA Type B Flying boat - Nieuport IV - Royal Aircraft Factory B.E.8 - Royal Aircraft Factory F.E.8 - Short S.80 - Short Type C | - Sopwith Sociable - Sopwith Type 807 Folder Seaplane - Sopwith Two-Seat Scout - Sopwith Schneider - Sopwith Pup - Sopwith F.1 Camel - Vickers Gunbus | - Vickers F.B.12 - Vickers F.B 19 Bullet - Анатра-Д - Григорович М-5 - Фарман-15 - Фарман-22bis |

## Гном Monosoupape 9N
- Число цилиндров: 9
- Рабочий объём: 15,8 л
- Диаметр цилиндра: 115 мм
- Ход поршня: 170 мм
- Мощность: 160 л. с. (в конце войны 165 л. с.)

Применялся на самолётах:

| - Nieuport 28 | - Sopwith Camel | - Morane-Saulnier AI | - Orenco B |